# Импала
Импалата (Aepyceros melampus) е средноголяма африканска антилопа. Името импала идва от едноименното название на тази антилопа на езиците банту. На нея е наречена дори столицата на Уганда – Кампала, което преведено от местния език означава „там, където живеят антилопите импала“. Така местните жители са наричали мястото, където днес се намира угандийската столица.

## Ареал
Антилопите импала са широко разпространени в саваните и лесостепните райони на Африка. Ареалът им обхваща предимно саваните в източна и южна Африка. Съществуват много подвидове, като един от тях – A. m. petersi, разпространен в Ангола и Намибия, някои зоолози считат дори за отделен вид.

## Особености
Възрастните антилопи импала достигат височина 90-100 см. и тегло между 70 и 100 кг. Козината им е светлокафява, като на гърба е по-тъмна, а по хълбока и корема изсветлява. Около двете очи има малки бели петна. При някои подвидове в долната част на краката често има и черни петна. Рогата на мъжките индивиди са дълги и изкривени нагоре в горната си част. Женските нямат рога, но имат две закърнели твърди костни образувания в горната част на черепа.
Импала са същински атлети на саваната. Те могат да скачат на дължина 9 метра и на височина 2,5 метра, като при бягане развиват скорост до 75 км./ч.
По време на брачния период, който настъпва през сухия сезон, мъжките антилопи използват рогата си за двубои помежду си за женски. След това в стадото се образуват семейни групи, състоящи се най-често от един мъжки с няколко женски. Малките се раждат в началото на дъждовния сезон. По това време изобилната растителност благоприятства успешното им израстване.
Импала се хранят с треви и ниски храсти. Рядко включват в менюто си и плодове.